# گورو (فیلم ۲۰۰۲)
گورو (انگلیسی: The Guru) فیلمی در ژانر کمدی رمانتیک است که در سال ۲۰۰۲ منتشر شد.

## بازیگران
- هدر گراهام
- مریسا تومه
- مایکل مک‌کین
- دش میهوک
- کریستینه بارانسکی
- آنیتا جیلت
- کارمن دل‌اره‌فیچه